# Тюремная ферма
Тюремная ферма — большое исправительное учреждение, в котором осужденные, приговорённые к принудительным работам, выполняют работу на ферме (в широком смысле производственной единицы), занимаясь, как правило, ручным трудом на открытом воздухе, например, в сельском хозяйстве, на лесозаготовках, при разработке карьеров и добыче полезных ископаемых. Концепции тюремной фермы и трудового лагеря частично совпадают. Исторический аналог обобщённо называют исправительной колонией.

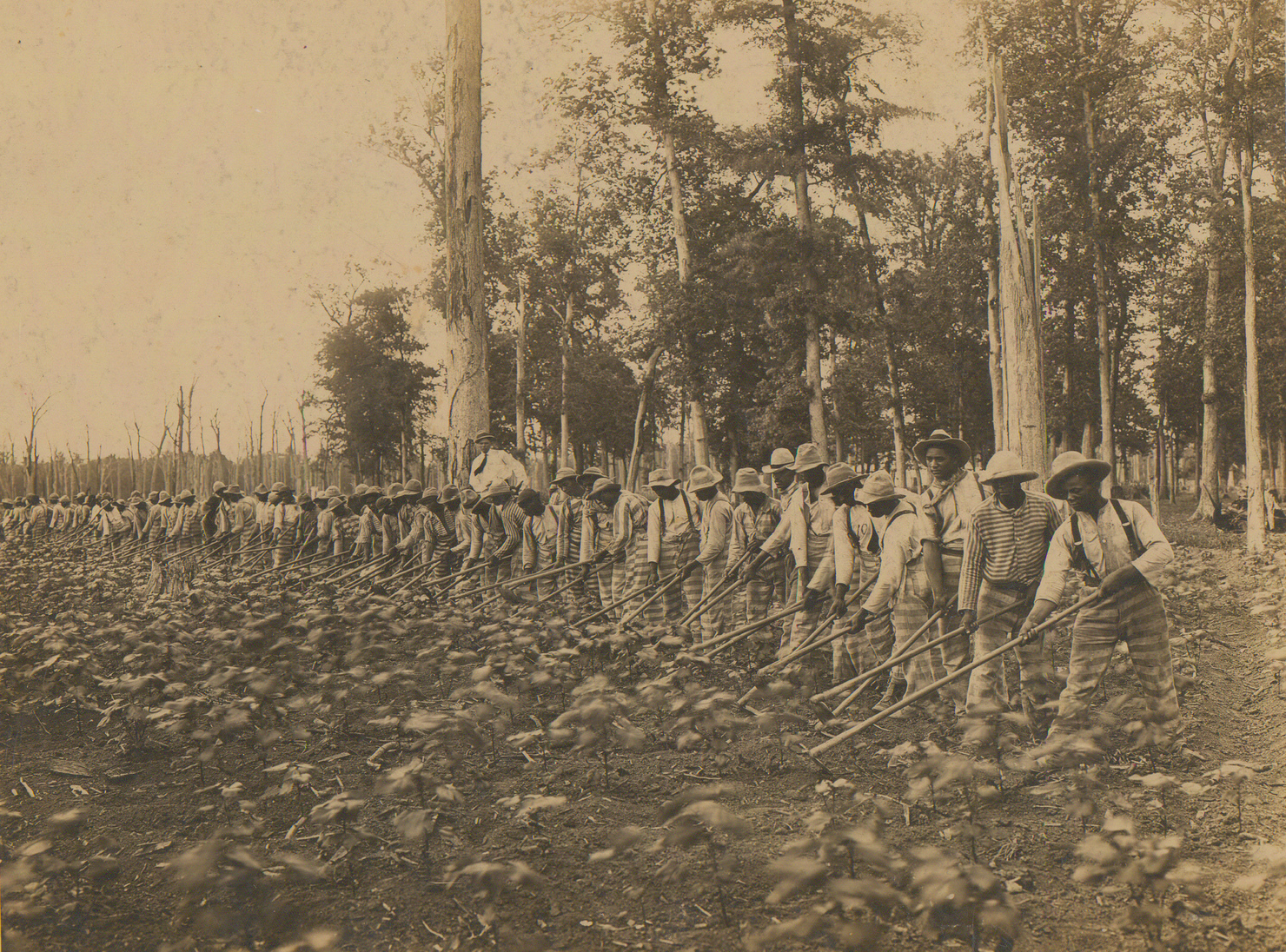
Скованные цепью заключённые работают на тюремной ферме тюрьмы штата Миссисипи, 1911 год.

## Замена рабского труда
После отмены рабства в Южных штатах фермеры и предприниматели искали замену освобождённым рабам. Некоторые законодательные органы Юга приняли "Чёрные кодексы", чтобы ограничить свободное передвижение чёрных людей и заставить их работать на белых. Например, в нескольких штатах чернокожим мужчинам было запрещено менять работу без согласия своего работодателя. На каторгу осуждали за бродяжничество. Чернокожие также получали приговоры за различные мелкие правонарушения, в том числе и по сфабрикованным обвинениям. Правительства штатов начали сдавать в аренду рабочую силу осуждённых для работы на плантациях и других объектах, нуждающихся в рабочей силе, тогда как освобождённые рабы пытались уйти и работать на себя. Это предоставило штатам новый источник доходов в те годы, когда они были в затруднительном финансовом положении, а арендаторам позволяло получать прибыль от использования принудительного труда по ставкам ниже рыночных.
С 1870 до 1910 года в Джорджии 88% "сданных в аренду" заключенных составляли негры, в Алабаме - 93%. В Миссисипи огромная тюремная ферма, очень похожая на плантации времен рабства, существовала до 1972 года.

## Характеристика
Сельскохозяйственные товары, производимые тюремными фермами, обычно используются в первую очередь для того, чтобы накормить самих заключённых и других подопечных государства (обитателей детских домов, приютов и т. д.), а во вторую очередь — для продажи с любой выгодой, которую может получить государство. Этот тип пенитенциарных учреждений в основном используется в сельских районах стран с обширными территориями.
Помимо принуждения к работе на тюремной ферме или в исправительной колонии непосредственно на правительство, заключенных могут принуждать к сельскохозяйственным работам на частников, отдавая их на откуп через практику сдачи в аренду для работы на частных сельскохозяйственных землях или связанных с ними землях или в отраслях (рыболовство, лесозаготовка и др.). Подрядчик, покупающий такую рабочую силу у государства, обычно получает её с большой скидкой по сравнению со стоимостью вольнонаёмных.
В зависимости от преобладающей доктрины о судебном наказании или наказании как таковом, психологическая и/или физическая жестокость может быть сознательно намеренной со стороны надзирателей на ферме, а не просто неизбежным, но непреднамеренным побочным эффектом для заключённых.
Крупнейшая тюремная ферма в США — это Государственная тюрьма Луизианы, она занимает 18 тысяч акров, или 7 тыс. га, и с трёх сторон граничит с рекой Миссисипи.

## Другие сферы использования заключённых
Осужденные также могут быть сданы в аренду для несельскохозяйственных работ, либо напрямую государственным организациям, либо частным предприятиям. Например, заключённые могут изготавливать номерные знаки по контракту с Департаментом транспортных средств штата, работать на текстильных или других фабриках, или могут выполнять обработку данных для сторонних фирм. Эти рабочие обычно считаются частью тюремных производств, а не тюремных ферм.

## Правовая основа
13-я поправка к Конституции Соединенных Штатов, положившая конец рабству, закрепила понятие каторги, то есть бесплатного труда как наказания за преступление.
Британия имеет долгую историю каторжного труда ещё до принятия Закона об уголовном наказании 1853 года. Она регулярно использовала труд заключенных для обустройства своих завоеваний, либо через исправительные колонии, либо продавая осужденных поселенцам в качестве рабов на срок наказания, обычно в несколько лет для использования в рамках договорного рабства.
Тюремные фермы есть и в Канаде. До 2010 года их было шесть, в каждой из которых до 800 заключённых занимались всеми работами, от содержания свиней до дойки коров. Фермы были закрыты в 2010 году правительством консерваторов. В 2015 году либеральное правительство заказало технико-экономическое обоснование, чтобы определить, можно ли возобновить программу. В 2018 году либеральное правительство объявило о планах вновь открыть 2 из ранее закрытых тюремных ферм к концу 2019 года.